# Aravind Eye Hospitals

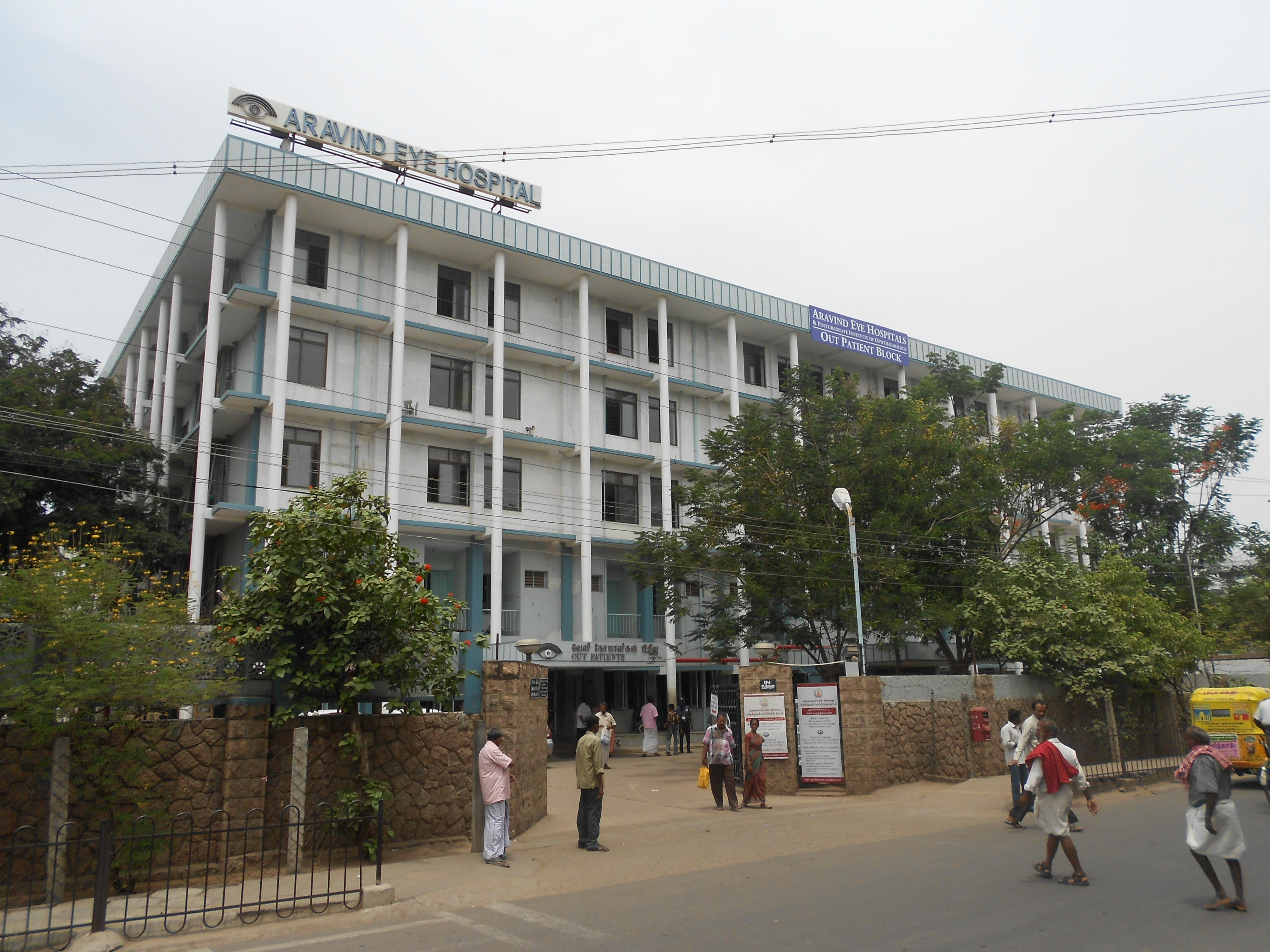
Aravind Klinik in Madurai

Aravind Eye Hospitals ist eine Krankenhauskette in Indien. Die erste Klinik wurde 1976 von Govindappa Venkataswamy in Madurai gegründet. Das heute 13 Spitäler umfassende Netzwerk von Augenkliniken hatte einen großen Einfluss auf die weitgehende Überwindung der durch Katarakt verursachten Blindheit in Indien. Seit 2012 hat Aravind fast 32 Millionen Patienten behandelt und 4 Millionen Operationen durchgeführt. Das Aravind-Modell ist international als Beispiel für qualitativ hochstehende und kostengünstige Medizin anerkannt. Die angewandten Methoden sind Gegenstand zahlreicher Fallstudien.

## Geschichte
Venkataswamy hatte zum Ziel, unnötige Blindheit in Indien auszurotten und gründete zu diesem Zweck die Aravind Eye Hospitals 1976 in Madurai. Danach eröffnete Aravind 1985 eine Klinik in Theni und 1988 in Tirunelveli. Das Krankenhaus in Coimbatore wurde 1997 eröffnet.
Laut eigener Aussage ließ sich Venkataswamy von der Effizienz von McDonald’s inspirieren und versuchte, entsprechende Methoden zur Effizienzsteigerung im Augenpflegesystem einzusetzen, um mit der steigenden Anzahl der behandelten Patienten fertig zu werden. Bei der Durchführung von Operationen in großem Umfang wurde die Behandlung der nicht zahlungskräftigen Kunden von den zahlenden Patienten subventioniert.
Die Kataraktbehandlung revolutionierte sich zu Beginn des 21. Jahrhunderts, als Aravind mit dem Schweizer Unternehmer Emil Hohl zu kooperieren begann. Das Einsetzen der Intraokularlinse war auf der Basis der von Harold Ridley entwickelten Methode über die Jahrzehnte optimiert worden. Erst die Verwendung von elastischen Materialien erlaubte es – im Gegensatz zu den vorher gebräuchlichen Acrylglaslinsen – die Linse in zusammengeklapptem Zustand durch einen nur etwa 2,5 bis 3 mm großen Schnitt am Rand der Hornhaut einzusetzen, wonach sie sich im Kapselsack entfalten und mittels zweier elastischer Bügel von selbst zentrieren und fixieren ließ. Die Operation dauert nur noch fünfzehn Minuten und kann ambulant durchgeführt werden. Die Patienten werden in großen Sälen für die Operation vorbereitet und der Chirurg begibt sich von Patient zu Patient, um die Operation mit Ultraschallgerät und Injektionsspritze durchzuführen. Nach dem Eingriff bleiben die Patienten wenige Stunden zur Beobachtung und können dann nach Hause zurückkehren.
Aravind expandierte später auf fünf weitere Städte in Tamil Nadu, darunter Tiruppur, Salem, Dindigul, Thoothukudi, Udumalaipettai und das benachbarte Pondicherry. Aravind errichtet in Chennai ein Krankenhaus für 1,4 Milliarden INR mit einer Kapazität von 60.000 Operationen pro Jahr. Die Gruppe hat auch vier Partnerschaftsprojekte: mit dem Rajiv Gandhi Chairtable Trust in Amethi, einem weiteren in Lucknow, der Birla Corporation in Kalkutta und dem Shanghvi Trust in Amreli, Gujarat. Zudem hat Aravind hat auch ein sogenanntes Outreach-Programm ins Leben gerufen, bei dem Ärzte in abgelegenen Dörfern gelegentlich in Verbindung mit verschiedenen Organisationen Augenlager durchführen. Die Organisationen kümmern sich um die Kosten des Lagers und transportieren die Patienten zur Operation, während Aravind die Operation kostenlos durchführt.
Im Januar 2019 wurde in Abuja die erste Klinik außerhalb Indiens eröffnet.